# Överdirektör
Överdirektör, ÖD, är numera titeln för den ämbetsman som på ett svenskt ämbetsverk är ställföreträdande myndighetschef efter generaldirektören.
I Finland benämns chefen för myndigheten oftast överdirektör (finska ylijohtaja).

## Historia
Tidigare förekom det att högste chefen för ämbetsverk/myndigheter i Sverige hade titeln överdirektör, särskilt gällde detta mindre ämbetsverk/myndigheter. I officiella dokument brukade det då stå att man förordnades som "chef och överdirektör". Sedan början av 1990-talet har titeln överdirektör inte längre använts för myndighetschefer.
2024 införde Statens Fastighetsverk en överdirektör då Iréne Svenonius tillträdde samtidigt som Max Elger blev ny generaldirektör.
Fram till 1909 hade överdirektörer överstes rang.